# Bjerrum Sogn
Bjerrum Sogn el. Bargum Sogn (på tysk Kirchspiel Bargum) er et sogn i det vestlige Sydslesvig, tidligere i Nørre Gøs Herred (≈ Bredsted Landskab, Bredsted Amt, indtil 1785 under Flensborg Amt), nu Bargum Kommune i Nordfrislands Kreds i delstaten Slesvig-Holsten. 
I Bargum Sogn findes flg. stednavne:
- Bjerrum (også Bargum, delt i Vester og Vester Bjerrum)
- Bjerge (Barg)
- Bjerrumdige
- Bjerrumhede (Bargum Heide)
- Bøl (Bohle)
- Svinevad (Schwienewad)
- Soholmbro (tidligere også Søholmbro, Soholmbrück)